# NGC 7326
NGC 7326 est une paire d'étoiles située dans la constellation de Pégase. L'astronome irlandais Lawrence Parsons a enregistré la position cette paire le 7 octobre 1874.

## Identification de NGC 7326

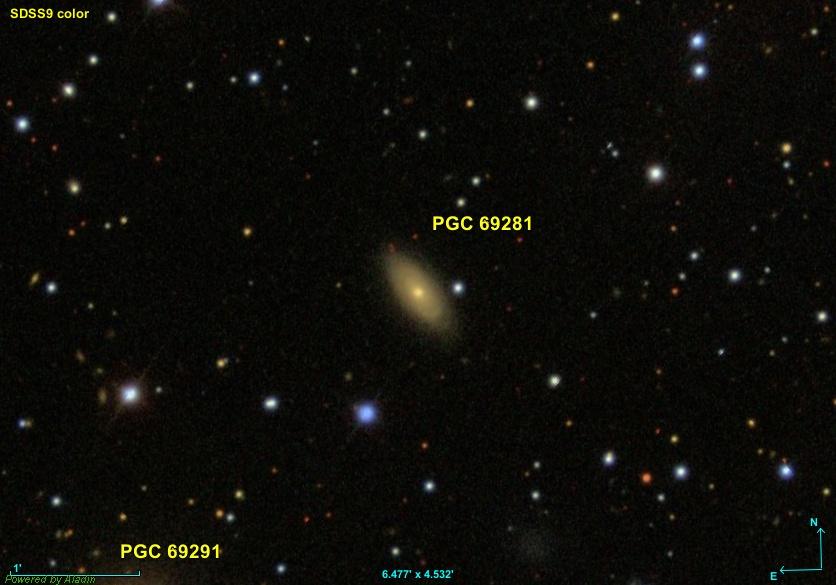
NGC 7326 selon le RNGC, Simbad et HyperLeda.

Le RNGC, ainsi que les bases de données Simbad et HyperLeda, identifient à tort NGC 7326 comme étant PGC 69281, une galaxie située à environ 12 minutes d'arc au nord-ouest de NGC 7331, et presque aussi loin de la paire d'étoiles mesurée par Parsons et représentée sur le croquis de sa publication. La position correcte indiquée dans la ligne de description du site de Harold Corwin correspond exactement à la paire d'étoiles de Lord Rosse.